# Sjalva Kvantaliani
Sjalva Kvantaliani (georgiska: შალვა კვანტალიანი) född 26 mars 1991, är en georgisk fotbollsspelare (anfallare) som har spelat för klubben FK Gagra.
Kvantaliani spelade sin första match för Gagra den 14 juli 2011 under klubbens ukrainska manager Anatolij Piskovets. Knappt en månad därefter gjorde han sin debut i Umaghlesi Liga och under de första 4 omgångarna lyckades han göra 3 mål, vilket gjorde att han då ledde ligans skytteliga.